# 李宗羲
李宗羲（1818年8月22日—1884年），原名宗喜，字潤農，號雨亭，四川开县（今重庆市开州区）汉丰镇人。清朝政治人物。

## 生平
道光二十三年癸卯科四川鄉試中式舉人，会试中式，殿试位列二甲第二十五名，赐进士出身，外派安徽以知县任用。道光三十年（1850年）任英山县知县，咸丰二年（1852年）调任太平县知县。
咸丰三年（1853年）起，因在安徽征剿太平军有功，屡受提拔，官至知府，并深受曾国藩器重。咸丰九年（1859年），代理安庆知府，因病回乡调养。同治元年（1862年），经河南巡抚严树森上疏推荐，重新任职。同治三年（1864年），曾国藩派其筹办江北厘金总局（即税务总局），期间制定《沿江收税条例》，整顿税务。清军克复南京後，以道员归两江补用。同治四年（1865年）春，代理两淮盐运使，兼扬州道，任内组织在瓜州口东开凿运河。同年3月，升安徽按察使，8月调任江宁布政使。
同治八年（1869年），李宗羲升任山西巡抚，加强黄河防务。同年冬，黄河冻结，宗羲指挥三次击退欲过黄河的陕西回民反清军队。因母丧丁忧去职。同治十二年（1873年），守丧结束，擢升为两江总督，协办南洋大臣事务。任内加强江防，沿长江增筑炮台。次年冬，因病上疏辞职。光绪十年（1884年），李宗羲病逝于家。清廷诰授光禄大夫、振威将军、兵部尚书兼右都御史，赐祭葬。其墓在开县城东迎仙山麓。

## 延伸阅读
[在维基数据编辑]
 《清史稿/卷426》，出自趙爾巽《清史稿》